# حرب أبناء النور ضد أبناء الظلام

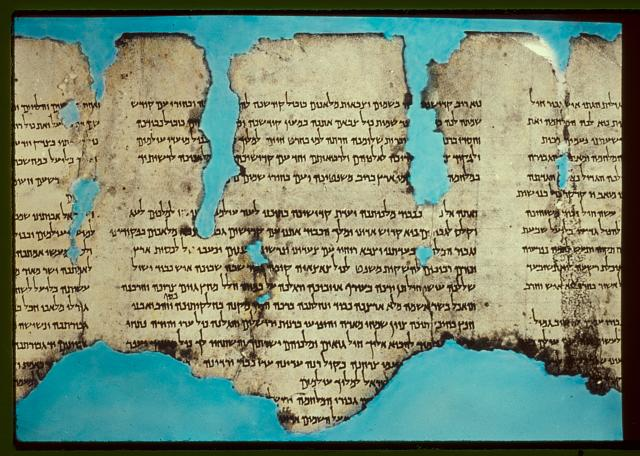
مخطوطة الحرب، وجدت في الكهف رقم 1 في قمران.

حرب أبناء النور ضد أبناء الظلام أو قاعدة الحرب أو مخطوطة الحرب هي دليل للتنظيم والاستراتيجية العسكرية اكتُشف ضمن مخطوطات البحر الميت. كان هذا المخطوط من بين المخطوطات التي عُثر عليها في كهف قمران رقم 1 والذي استحوذت عليه الجامعة العبرية في القدس، ونُشر لأول مرة بعد وفاة إليعازر سوكينيك سنة 1955م. يتوزع هذا النص على عدد من المخطوطات والقصاصات من بينها 1QM و4Q491–497. ومن المحتمل أن يكون نص حرب المسيح هو خاتمة لهذا النص. نشر موريس بيليت القصاصات 4Q491–497 في كتاب "اكتشافات في برية الخليل"، الذي اشتمل على نسخة مختصرة من مخطوطة الحرب.

## وصلات خارجية
- The War Scroll